# DSA-122
La DSA-122 es una carretera perteneciente a la Red Secundaria de la Diputación Provincial de Salamanca que une la  N-501  con la localidad de Alconada.

## Origen y Destino
La carretera  DSA-122  tiene su origen en Alconada en la intersección con la carretera  N-501 , y termina en el casco urbano de Alconada, formando parte de la Red de carreteras de Salamanca.